# Barbara Borngässer

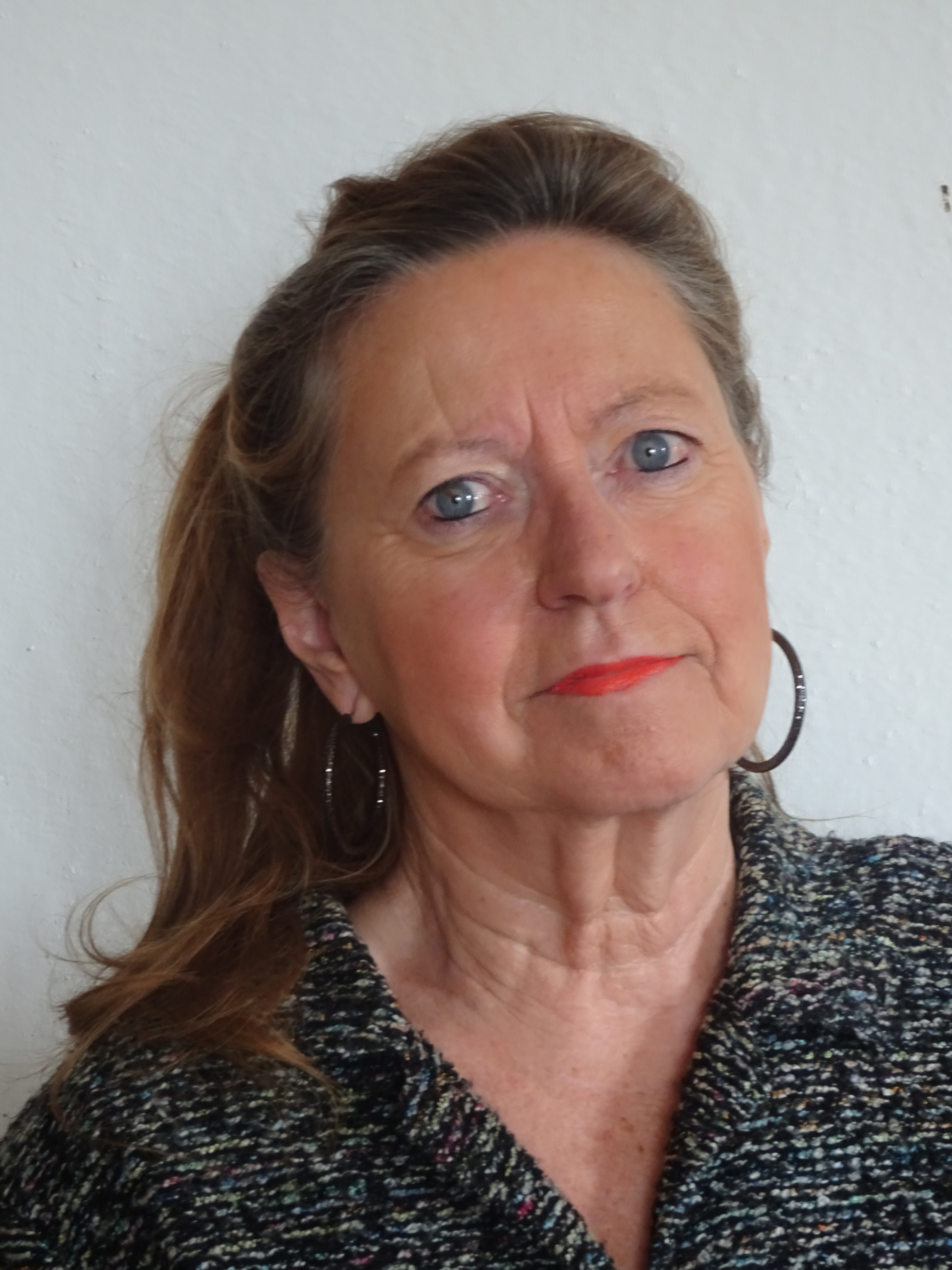
Porträt von Barbara Borngässer, Februar 2021

Barbara Borngässer (* 1951 in Stuttgart) ist eine deutsche Kunsthistorikerin.

## Werdegang und Forschung
Barbara Borngässer studierte Kunstgeschichte, Archäologie und Romanistik an der FU Berlin. 1985 wurde sie bei Otto von Simson mit einer Dissertation über das Retabel in der Alten Kathedrale von Salamanca promoviert. Sie war Mitarbeiterin am Archiv für Kunst und Geschichte in Berlin (AKG). 1989 Gründungsmitglied der Carl Justi-Vereinigung zur Förderung der kunstwissenschaftlichen Zusammenarbeit mit Spanien, Portugal und Lateinamerika e.V. (CJV), Mitherausgeberin der Schriftenreihen „Mitteilungen der CJV“ und „Ars Iberica et Americana “ im Vervuert-Verlag Madrid / Frankfurt a. M. Lehrtätigkeit an der Universität Göttingen und der TU Berlin. Seit 1992 war sie Referentin für Architektur beim Allgemeinen Künstlerlexikon mit Schwerpunkt Spanien, Portugal, Lateinamerika und Commonwealth. Seit 1997 war sie an der Seite von Rolf Toman Autorin und Co-Produzentin von weltweit vertriebenen Publikationen zu den Epochen der Kunst- und Architekturgeschichte. Zahlreiche weitere Monographien, so zu Potsdam und Dresden.
Borngässer forscht zum Phänomen der Gleichzeitigkeit von Historismen und Moderne in der Sakralarchitektur Lateinamerikas. Sie ist Mitverantwortliche im DFG-Projekt „Globale Gotik – Neugotische Sakralarchitektur im 20. und 21. Jahrhundert“.
Borngässer lebt in Dresden und ist verheiratet mit dem Kunsthistoriker Bruno Klein.

## Publikationen (Auswahl)
Monografien
- Das Kamel in den Künsten. Bildwerke aus Orient und Okzident. Michael Imhof Verlag, Petersberg 2022, ISBN 978-3-7319-1184-5

2022.
- Potsdam. Kunst, Architektur und Landschaft, Rheinbreitbach, Vistapoint 2020 (erweiterte Neuauflage), 498 S.
- Dresden. Architektur und Kunst. Reclam Städteführer (mit Susanne Jaeger), Stuttgart, Reclam 2018 (Neuauflage), 210 S.
- Barock. Theatrum mundi – Die Welt als Kunstwerk, Potsdam, h.f.ullmann 2012, 580 S.
- Geschichte der Architektur. Von der Antike bis in die Gegenwart, London, Parragon, 2008, 336 S.
- Katalonien. Kunst. Landschaft. Architektur, Köln, Könemann, 2000, 440 S.

Aufsätze
- Neugotik und Moderne im Süden Brasiliens: Die Kirchenbauten Gottfried Böhms, in: Barbara Borngässer / Bruno Klein (Hrsg.), Neugotik global – kolonial – postkolonial. Gotisierende Sakralarchitektur auf der Iberischen Halbinsel und in Lateinamerika vom 19. bis zum 21. Jahrhundert (ARS IBERICA ET AMERICANA Bd. 21), 2020, S. 251–262.
- Architektur des Barock in Spanien und Portugal / Ibero-Amerika / Frankreich / England / Niederlande / Skandinavien, in: Rolf Toman (Hrsg.), Die Kunst des Barock. Architektur. Skulptur. Malerei, Köln, Könemann, 1997, S. 78–183.
- Renaissance und Manierismus / Barock und Rokoko, in: Rolf Toman (Hrsg.), ARS SACRA, Potsdam, hf.ullmann, 2010, S. 432–679.
- Beiträge zu Iacomo Barozzi da Vignola und zu spanischen Architekturtheoretikern in: Architekturtheorie von der Renaissance bis zur Gegenwart, Köln, Taschen, 2003, S. 86–95, 356–397.

Herausgeberschaften
- (mit anderen) ARS IBERICA ET AMERICANA, 22 Bände, 1995–2021, Vervuert, Madrid / Frankfurt a. M.
- Spanien. Kunst. Kultur. Landschaft. Architektur, Köln, Könemann, 2001, 500 S.
- Global Gothic - Gothic Church Buildings in the 20th and 21st Centuries (= KADOC-Artes 20), LUP, Leuven, 2022.